# Carme Pinós

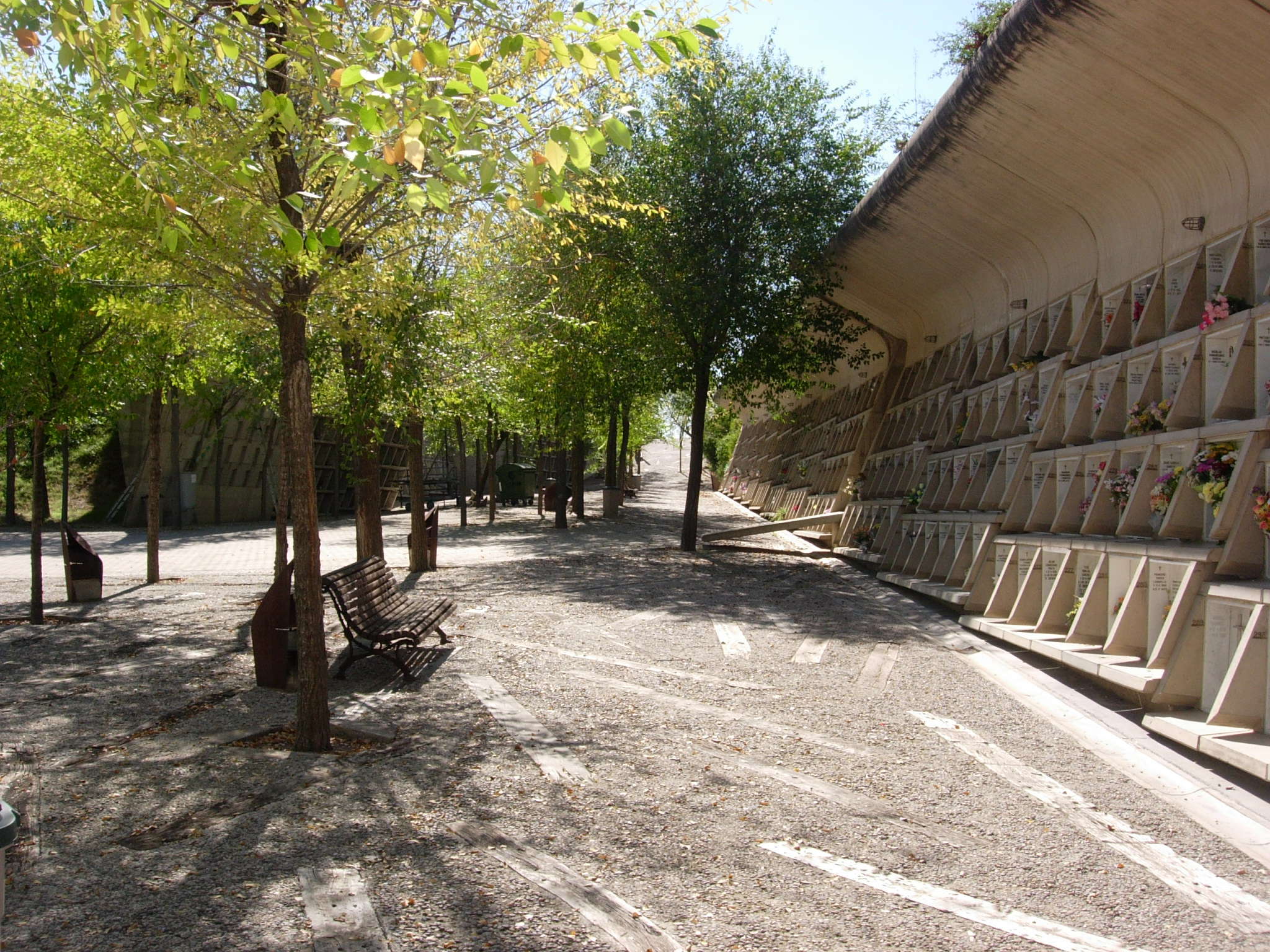
Kyrkogården i Igualada, Spanien

Carme Pinós, född i Barcelona 1954, är en spansk arkitekt. 
Hon är utbildad vid ETSAB i Barcelona och tog examen 1979. Mellan 1983 och 1990 drev Pinós ett arkitektkontor tillsammans med sin dåvarande make Enric Miralles. Sen deras skilsmässa driver hon Estudio Carme Pinos. 
Under samarbetet med Miralles ritade Pinós bland annat Kyrkogården i Igualada, Bågskyttebanorna för de Olympiska sommarspelen 1992 i Barcelona och skolan i La Llauna.

Med Estudio Carme Pinós har Pinós bland annat byggt Juan Aparicio Waterfront i Torrevieja Spanien och Torre Cube i Guadalajara, México 
Pinós är sedan 2011 Hedersmedlem av AIA (Hon. FAIA). 